# Strandlopers en snippen
De strandlopers en snippen (Scolopacidae) zijn een familie van vogels die de snippen (geslachten Scolopax, Coenocorypha, Lymnocryptes, Gallinago en Limnodromus), de ruiters (de geslachten Bartramia, Tringa en Xenus), de wulpen (Numenius), de grutto's (Limosa), de strandlopers  (Actitis, Prosobonia, Arenaria en Calidris) en de franjepoten (Phalaropus) omvat.
De familie telt 98 soorten. Vogels uit deze familie broeden bijna allemaal in gematigde gebieden en poolstreken. Samen met andere vogels zoals de kievit, de kluut en de plevieren vormt deze groep de steltlopers.

## Taxonomie

### Lijst van geslachten
(Volgorde volgens IOC World Bird List)
- Actitis (Amerikaanse oeverloper en oeverloper)
- Arenaria (2 soorten steenlopers)
- Bartramia (1 soort: Bartrams ruiter)
- Calidris (24 soorten strandlopers)
- Coenocorypha (5 soorten snippen, 2 uitgestorven)
- Gallinago (18 soorten snippen, waaronder watersnip)
- Limnodromus (3 soorten grijze snippen)
- Limosa (4 soorten grutto's, waaronder gewone grutto)
- Lymnocryptes (1 soort: bokje)
- Numenius (9 soorten wulpen, waaronder gewone wulp)
- Phalaropus (3 soorten franjepoten)
- Prosobonia (4 soorten strandlopers, waarvan 3 uitgestorven)
- Scolopax (8 soorten houtsnippen, waaronder houtsnip)
- Tringa (13 soorten "ruiters", waaronder de tureluur)
- Xenus (1 soort: terekruiter)

Vechtkwartels · Jacana's · Goudsnippen · Krabplevieren · Scholeksters · Ibissnavels · Steltkluten en kluten · Grielen · Renvogels en vorkstaartplevieren · Kieviten en plevieren · Magelhaenplevieren · Strandlopers en snippen · Kwartelsnippen · Trapvechtkwartels · Goudsnippen · IJshoenders · Jagers ·Pluvianidae (krokodilwachter) · Meeuwen, schaarbekken en sterns · Alken